# Museo Vito Mele
Il Museum Vito Mele è allestito negli antichi ambienti adiacenti alla Basilica santuario di Santa Maria de Finibus Terrae, completamente recuperati dopo un loro attento restauro nell'anno 2000. 

Nata per iniziativa dello scultore Vito Mele e di mons.Giuseppe Stendardo, a quel tempo Rettore della Basilica, la raccolta di rilevanti scultori e pittori di arte contemporanea è stata inaugurata il 31 luglio 2004 ed è andata poi accrescendosi nel tempo con acquisizioni e donazioni private.
Vito Mele (Presicce, 1942), a cui è dedicato il nome del museo, vive e lavora a Garbagnate Milanese ed è presente nella collezione dedicata agli Scultori della Permanente di Milano.

## Opere esposte
Sono esposte opere di numerosi artisti:
- Alberto Ghinzani
- Albino Reggiori
- Aldo Calò
- Alessandro Cavazzani
- Alfredo Mazzotta
- Alik Cavaliere
- Angelo Biancini
- Angelo Frattini
- Angelo Grilli
- Angelo Maineri
- Anna Santinello
- Antonio Miglietta
- Antonio Pizzolante
- Antonio Quattrini
- Antonio Sodo
- Armanda Verdirame
- Armando Marrocco
- Arnaldo Pomodoro
- Auro Salvaneschi
- Behrooz Daresh
- Bianca Vedani
- Bruno Gandola
- Bruno Maggio
- Carmelo Cappello
- Carmelo Caroppo
- Caroline Van Der Merwe
- Cesare Riva
- Dolores Previtali
- Emilio Monti
- Enrico Manfrini
- Enzo Guaricci

- Ermes Bellani
- Ernesto Bazzaro
- Eros Pellini
- Eugenio Pellini
- Ezechiele Leandro
- Fernando Gigante
- Filippo Scimeca
- Floriano Bodini
- Franco Carloni
- Franco Cudazzo
- Franco Zazzeri
- Gaetano Martinez
- Giancarlo Marchese
- Giancarlo Sangregorio
- Gianni Brusamolino
- Gianni Bucher
- Gino Masciarelli
- Giò Pomodoro
- Giorgio Galletti
- Giorgio Scaini
- Giovanni Blandino
- Giovanni Campus
- Giovanni Conservo
- Giovanni Gurioli
- Giovanni Mattio
- Giovanni Scupola
- Giovanni Tavani
- Giuseppe Grandi
- Giuseppe Piscopo
- Giuseppe Scalvini
- Giuseppe Siliberto
- Guido Gremigni

- Helen Ashbee
- Helmut Dirnaichner
- Iginio Iurilli
- Ignazio Campagna
- Ivo Soldini
- Kengiro Azuma
- Kyoji Nagatani
- Lello Scorzelli
- Leonardo Bistolfi
- Loredana Palena
- Luciano Castellano
- Luciano Minguzzi
- Luigi Bennati
- Luigi Fulvi
- Luigi Mauro Sances
- Luigi Sergi
- Marcello Gennari
- Marcello Morandini
- Marco Zanzottera
- Mario Colonna
- Mario Nava
- Mauro Baldessari
- Mauro Staccioli
- Medardo Rosso
- Michele Festa
- Michele Zappino
- Mirella Saluzzo
- Nado Canuti
- Narciso Cassino
- Nino Cassani
- Norman Mommens

- Nunzio Quarto
- Õki Izumi
- Orazio Barbagallo
- Oreste Quattrini
- Paolo Francesco Ciaccheri
- Paolo Schiavocampo
- Pasquale Martini
- Pierantonio Verga
- Pietro Zegna
- Pino Di Gennaro
- Roberto Bricalli
- Roberto Vecchione
- Salvatore Cipolla
- Salvatore Fiori
- Salvatore Sava
- Salvatore Spedicato
- Sergio Alberti
- Sergio Floriani
- Silverio Riva
- Stefano Soddu
- Tullio Figini
- Ugo Nespolo
- Vincenzo Gemito
- Vincenzo Vela
- Vitaliano Marchini
- Vito Mele
- Vito Russo
- Vittore Frattini
- Yoshin Suijin Ogata